# سارا رو
سارا رو (بالإنجليزية: Sara Rue)‏ (ولدت في 26 يناير 1979) ممثلة تلفزيونية أمريكية، المتحدثة الرسمية لمؤسسة Jenny Craig, Inc. المتخصصة في التغذية، ومقدمة برنامج Shedding for the wedding. بدأت مسيرة «رو» الفنية عام 1988 وهي في عمر التاسعة؛ حيث شاركت في فيلم Rocket Gibraltar مع النجمين «بيرت لانكستر» و«كيفين سباسي». لفتت «رو» الأنظار إليها في أوائل التسعينات في أولى أعمالها التليفزيونية Grand، والذي انطلقت منه للمشاركة في عدد من الأعمال المعروفة مثل ER، قبل أن تنال فرصًا أكبر في مسلسلي Popular و Less than Perfect. لم تتوقف مسيرة «رو» على الشاشة الكبيرة؛ حيث جذب دورها القصير في فيلم الحلقة انتباه المخرج الشهير «مايكل باي»؛ ليكتب لها خصيصًا دورًا في فيلمه بيرل هاربر

## روابط خارجية
- الموقع الرسمي
- سارا رو على موقع IMDb (الإنجليزية)
- سارا رو على موقع روتن توميتوز (الإنجليزية)
- سارا رو على موقع ألو سيني (الفرنسية)
- سارا رو على موقع أول موفي (الإنجليزية)
- سارا رو على موقع قاعدة بيانات الأفلام السويدية (السويدية)
- سارا رو على موقع إن إن دي بي (الإنجليزية)
- سارا رو على موقع قاعدة بيانات الفيلم (الإنجليزية)
- سارا رو على موقع كينوبويسك (الروسية)